# إحتجاجات فلسطين 1933
مظاهرات فلسطين 1933 هي سلسلة مظاهرات جرت في فلسطين في عام 1933 كجزء من صراع الفلسطينيين ضد الاستعمار البريطاني لفلسطين في تلك الحقبة، وكحلقة من الصراع العربي الإسرائيلي الممتد حتى الآن.
بدأت الأحداث بمظاهرة نظمتها اللجنة التنفيذية العربية بسبب الاستياء العربي من الهجرة اليهودية بعد أن ارتفعت معدلاتها في أعقاب صعود ألمانيا النازية، ومن سلطات الانتداب البريطاني التي سهلت لليهود شراء الأراضي في فلسطين. تحولت المظاهرات بعد فترة وجيزة تحولت إلى العنف واضطر المتظاهرين إلى ارتكاب أعمال الشغب بعدما تحولت المظاهرة الجماهيرية الثانية التي قامت في يافا في تشرين الأول (أكتوبر) من نفس العام إلى حمام دم عندما أطلقت الشرطة النار على آلاف المتظاهرين مما أسفر عن مقتل 19 وإصابة حوالي 70 فلسطيني. أدى هذا إلى إعلان الفلسطينيون لإضراب عام دام أسبوعًا وإلى قيام عدد من الانتفاضات في المدن الفلسطينية المختلفة أسفرت عن مقتل 7 فلسطينيين آخرين وإصابة 130 آخرين بنيران الشرطة.

## الخلفية التاريخية
بدأ العنف الطائفي في فلسطين الانتدابية بين المجتمعات اليهودية والعربية مع احتدام الأزمة السورية في عام 1920 وما تلاها من هزيمة القوميين العرب السوريين في الحرب الفرنسية السورية، حيث اندلعت اضطرابات خطيرة في الأراضي التي تسيطر عليها بريطانيا كنتيجة للحرب الفرنسية السورية، ومع عودة القوميين العرب الفلسطينيين إلى القدس من دمشق بقيادة الحاج أمين الحسيني تحول اتجاه الصراع بشكل جذري ليدور حول موضوعات محلية داخلية، وتلا ذلك الصراع اندلاع أعمال الشغب والعنف التي وقعت في عامي 1921 و1929. كانت الأوضاع المتوترة بين اليهود والفلسطينيين العرب مدفوعة بالأيديولوجيات المتنافسة على الحق في أرض فلسطين، ومع تزايد وتيرة الهجرة اليهودية وازدياد ملكية اليهود للأراضي منذ العهد العثماني تزايدت حدة مخاوف الفلسطينيين المسيحيين والمسلمين.

## الأحداث والوقائع
بدأت لأحداث في تشرين أول (أكتوبر) عام 1933، وجرت على خمس مراحل:
- المرحلة الأولى في القدس في 13 تشرين أول (أكتوبر) عام 1933.
- المرحلة الأولى في يافا في 27 تشرين أول (أكتوبر) عام 1933.
- المرحلة الأولى في حيفا في يومي 27 و28 تشرين أول (أكتوبر) عام 1933.
- المرحلة الأولى في نابلس في 27 تشرين أول (أكتوبر) عام 1933.
- المرحلة الأولى في القدس في يومي 28 و29 في تشرين أول (أكتوبر) عام 1933.